# Horváth Géza (zoológus)

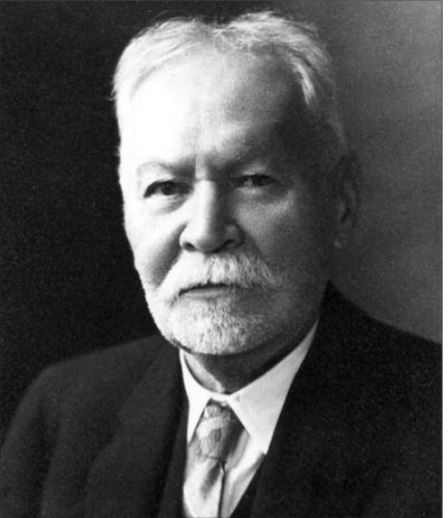
„Pater viticulturae novae Hungariae”, azaz „Az új magyar szőlőkultúra atyja”

Brezovic(z)ai Horváth Géza, Bugarin-Horváth (Csécs, 1847. november 23. – Budapest, Józsefváros, 1937. szeptember 8.) zoológus, entomológus, orvos, muzeológus, a Magyar Tudományos Akadémia rendes, majd tiszteleti tagja. Zoológiai szakmunkákban nevének rövidítése: „Horváth”.

## Életútja
Bugarin-Horváth Miklós és Mészáros Izabella fiaként született. Elődei Horvátországból származtak (Brezovica ma Zágráb egyik kerülete) és a családot, mely a 16. század végén már Abaúj-Torna vármegyében volt, a 18. század elején még Bugarin-Horváthnak nevezték.
Horváth Csécsen nevelkedett, a gimnáziumot Kassán a premontreieknél elvégezvén, 1866-ban a Bécsi Egyetemre ment az orvosi szakra és ott 1872-ben orvos-sebészdoktori okleveleket nyert. Miután már mint orvostanhallgató szakszerűen foglalkozott a zoológiával, 1873-ban a Magyar Nemzeti Múzeum Állattárához segédőrré nevezték ki. De már 1874 végén megvált a múzeumtól és hazament Abaúj vármegyébe, ahol mint járásorvos Forrón (ma: Borsod-Abaúj-Zemplén vármegye) működött. Noha pályája nagyon igénybe vette és a tudományos élettől elszakította, kutatásaival nem hagyott fel, hanem folytatta a félfedelesszárnyúak (Hemiptera) tanulmányozását, amelynek eredményeit a hazai és külföldi szakfolyóiratokban ismertette.
Tudományos munkásságának méltánylásaképpen a Magyar Tudományos Akadémia 1877. május 24-én levelező taggá választotta, 1894. május 4-én lett rendes, 1931. május 15-én pedig tiszteleti tag. 1878-ban a Zemplén vármegyei Varannóra ment és ott dolgozott mint járásorvos 1880 közepéig. A szőlő gyökértetű, a fil(l)oxéra (Phylloxera vastatrix = Daktulosphaira vitifoliae /Fitch, 1855/), amely nevet többféle módon is használnak, az 1860-as években Európában felbukkanó, amerikából származó kártevő, mely a szőlő gyökerén illetve levelén gubacsszerű képződményeket hoz létre, és a növény pusztulását okozza. A filloxéra Kárpát-medencei behurcolására a hatóságok 1872-1880 időszakban már előzetes felkészülő intézkedéseket tettek. Ekkor a Földművelés-, ipar- és kereskedelemügyi minisztérium meghívta Horváthot a felállítandó Országos Phylloxera Kísérleti Állomás szervezésére és vezetésére. E célból mindenekelőtt egy hosszabb külföldi tanulmányutat tett Ausztriában, Olaszországban, Franciaországban, Svájcban és Németországban. Az Országos Phylloxera Kísérleti Állomás 1881 elején kezdte meg tényleges működését, és ezt a nevet viselte 1890-ig. A filoxéra hazánkban Pancsova térségében (ma: Szerbia, Vajdaság) 1875-ben jelent meg először majd megtelepedésével a legtöbb magyar borvidéken 40-60%-os veszteséget is elkönyvelhettek. A szőlőgyökértetű kártétel (1872-1874) gyakorlatilag a hazai szőlőültetvényeket tönkretette. Az oltványszőlők bevezetésével és a homoki szőlők megjelenésével károsítása lecsökkent. A szőlőalany-termesztésben okoz súlyos károkat a levéllakó alakja, az amerikai fajták levelein és hajtásain. Ma zárlati károsítónak minősül.
Ekkor, tekintettel arra, hogy a filoxérára vonatkozó elméleti kérdések nagy részét tisztázták, valamint arra, hogy az intézmény a filoxéra mellett a többi, a mezőgazdaság számára káros ízeltlábúra is kiterjesztette figyelmét, Horváth javaslatára az intézmény 1890-ben Magyar Királyi Állami Rovartani Állomás elnevezést kapott, de vezetője továbbra is ő maradt 1895 végéig, amikor a Magyar Nemzeti Múzeum Állattári Osztály igazgató-őrének, majd 1901-ben osztályigazgatójának nevezték ki. 1919-ben a Tanácsköztársaság  idején úgy állattári igazgatói, mint felügyelői állásától elmozdították. 1919-ben megválasztották az MTA III. osztályának elnökévé. 1923 márciusától, Fejérpataky László, a Magyar Nemzeti Múzeum főigazgatójának halála után egy rövid ideig (1923-1924) ezen teendőket is ellátta, és főigazgatóként 1924 májusában vonult nyugdíjba.
1880-tól, amikortól az Országos Phylloxera Kísérleti Állomás, illetőleg a Magyar Királyi Állami Rovartani Állomás (1890) vezetője volt sokat utazott nemcsak szerte az országban, hanem külföldön is, különösen Franciaországban, ahol igen gyakran és egyre hosszabb időre fordult meg, olykor több hónapig, szakmabeli tanulmányok és másnemű hivatalos kiküldetései végett. Az 1886 őszén az Élősdi gombák és kártékony rovarok irtása ügyében Firenzében tartott nemzetközi kongresszuson Magyarországot képviselte és a kongresszus egyik alelnöke volt, valamint a kongresszussal kapcsolatban rendezett kiállítás egyik bíráló bizottságának elnöke. 1893-ban az orosz kormány hivatalos meghívására beutazta Dél-Oroszországot és a Kaukázust, hogy a látottak és tapasztaltak alapján javaslatokat tegyen arra nézve, hogy az ott fellépett filoxéravész leküzdésére milyen intézkedéseket hozzanak. Ezen utazása alatt meglátogatta Besszarábiát, a Krímet, a Kaukázust és Orosz-Örményországot egészen az Ararát tövéig; ez alkalommal kiváló figyelmet fordított az állatvilág jelenségeire és igen gazdag és érdekes gyűjteményt szedett össze, melynek egy részét feldolgozva közzé is tette. Egész utazásának leírása a Királyi Magyar Természettudományi Társulat kiadásában jelent meg.
1884-ben indította útjára a Rovartani Lapokat.  A Magyar Királyi Állami Rovartani Állomás Közleményei nek szerkesztője volt 1890-től 1895-ig Budapesten. Az általa megalapított Magyar Entomológiai Társaság napjainkban Magyar Rovartani Társaság néven tevékenykedik. Jelentősek a gyakorlati rovartan terén kifejtett tevékenysége, különösen a szipókás rovarokkal kapcsolatos kutatásai.

A Hemipterológia terén európai szaktekintélynek számított és működésének jutalmául több külföldi társulat tüntette ki azzal, hogy tagjai sorába választotta, így a stockholmi Entomologiska Föreningen külső tagja (1883), a moszkvai Société impériale des Naturalistes rendes tagja (1884), a firenzei Reale Accademia dei Georgofili levelező tagja (1887), a szentpétervári Entomológiai Társaság rendes tagja (1894), az észak-amerikai Association of Economic Entomologists külső tagja (1894) volt. Magyarországon már 1877-ben a Felső-Magyarországi Múzeum Egylet, 1883-ban a Zemplén megyei orvos-gyógyszerész-egylet és 1891-ben a horvát természettudományi társulat tiszteletbeli tagjának választotta; 1891-ben a Budapesten tartott második Nemzetközi Ornitológiai Kongresszus főtitkára volt. Választmányi tagja volt a Királyi Magyar Természettudományi Társulatnak és a Budapesti Állat-Növényhonosító Társaságnak; a magyar orvosok és természetvizsgálók állandó központi választmányának természettudományi osztályelnöke. A filoxéra-ügy terén kifejtett működéséért 1886-ban a romániai királyi korona-rend tiszti keresztjét, 1891-ben pedig a szerb Szent Száva-rend középkeresztjét kapta.
"A gyakorlati rovartan Horváth Gézáját, a magyar szőlőmívelés újjáteremtőjét, a magyar szőlő és a magyar bor megmentőjét pedig örökké az a cím fogja megilletni, amellyel a magyar szőlősgazdák egyeteme 80. születésnapja alkalmával felruházta, a „Pater viticulturae novae Hungariae" cím."
A hálás utókor több formában is emlékezik Horváth Géza, a „Pater viticulturae novae Hungariae”, azaz „Az új magyar szőlőkultúra atyjá”-ra. Nemcsak különféle állatfajok, hanem a poloskafélék három neme, a Horváthia Reuter (1881), Horváthiaia Montandon (1911) és a Horváthiella Poppius (1912) is viselik nevét. 1973-ban tiszteletére megalapították a Horváth Géza-emlékérem kitüntetést, amely a növényorvosok legrangosabb kitüntetésének számít.
Harmadik felesége Muraközy Izabella volt, közös sírhelyük a Fiumei úti Sírkertben található.

## Munkái
Horváth Géza rendkívül gazdag szakmai munkásságát átölelő, 467 tételből álló életművének bibliográfiája Csiki Ernő (1944) entomológus akadémiai megemlékezésében összegyűjtve található. A Magyar írók élete és munkássága  lexikon Szinyei József válogatásában  ugyancsak beszámol az ismeretterjesztő lapokban és folyóiratokban közzétett cikkeiről, az alábbi tudományos közleményei csak ízelítőt adnak Horváth Géza szerteágazó zoológusi munkásságából: 
- Neue Beiträge zur Kenntniss der Wirbelthiere Ober-Ungarns. Wien, 1867. (Különny. a Verhandl. der k. k. zool.-bot. Gesellschaft XVII. k.)
- Adatok a hazai félröpűek ismeretéhez Bpest. 1870. (Math. és természettud. Közlemények VIII. 1.)
- A magyar fauna paizsos félröpűi. Bpest, 1873. (Különny. a Magyar orvosok és term. vizsg. Munkálataiból.)
- Magyarország nagy pikkelyröpűinek rendszeres névjegyzéke. Bpest 1875. (Mathem. és természettud. Közlemények XII. k. 3. Pável Jánossal együtt.)
- Monographia Lygaeidarum Hungariae. Magyarország bodobácsféléinek magánrajza, A kir. m. természettudományi társulat megbízásából. Bpest, 1875.
- Die Hemipteren-Gattung Plinthisus (Westw.) Fieb. Wien, 1876. (Különny. a Verhandl. der zool.-bot. Gesellsch. XXVI. k.)
- Magyarország vizenjáró poloskái. Bpest, 1878. (Különny. a Természetrajzi Füzetekből.)
- Hemiptera-Heteroptera a Dom. Joanne Xantus in China et in Japonia collecta. Bpest, 1879. (K. ny. a Term. Füzetekből.)
- Jelentés, melyet a phyloxeraügy tanulmányozása czéljából tett külföldi utazásáról báró Kemény Gábor földművelés-. ipar- és kereskedelemügyi m. kir. miniszter úr ő nagyméltóságának benyújtott. Bpest, 1880.
- Az állatvilágban felmerűlő időszakos tüneményekről. Felhivás rendes megfigyelésekre (Bpest, 1880. KüIönny. a Természettudományi Közlönyből; németül az Entomolog. Nachrichtenben.)
- Jelentés az országos phylloxerakisérleti állomás 1881. évi működéséről. I. évfolyam 1881. kilencz ábrával Bpest, 1882. (Különnyomat a Közgazdasági Értesítőből.)
- Védekezés a fillokszera ellen és az amerikai szőlőfajok, négy ábrával. Bpest 1881. (Különny. a Természettud. Közlönyből.)
- Uj szőlőbetegség hazánkban. Bpest, 1882. (Különny. a Természettud. Közlönyből.)
- Rapport annuel de la Station phylloxérique hongroise. Premiere anné 1881. Bpest, 1882.
- Jelentés az országos phylloxera-kisérleti állomás 1882. évi működéséről. II. évfolyam 1882. Bpest, 1883. három táblával és hét ábrával.
- Az Eremocoris-fajok magánrajza. Bpest, 1883. (Értekezések a term. tud. köréből XIII. 2. két táblával.)
- A rovarok dimorphismusáról. Bpest, 1883. (Értek. a term. tud. köréből XIII. 4. Egy táblával.)
- Jelentés az 1883-ik évben Magyarország területén fellépett és megfigyelt kártékony rovarokról. Nyolcz ábrával. Bpest, 1884. (Különnyomat a Közgazdasági Értesitőből.)
- Jelentés az országos phylloxera-kisérleti állomás 1883. működéséről. III. évfolyam 1883. (Egy fametszeti táblával a szöveg között.)
- Jelentés az országos phylloxera-kisérleti állomás 1884. évi működéséről. IV. évfolyam 1884. Bpest, 1885. (Egy szines nyomású táblával.)
- Jelentés az országos phylloxera-kisérleti állomás 1885. évi működéséről. V. évfolyam 1885. Bpest, 1886.
- A magyarországi Psyllidákról. Bpest, 1886. (Különny. a math. és term. tud. Közleményekből XXI. 4.)
- Izlet u Podsused u Zagrebačkoj okolici mjeseca Novembra. Zágráb, 1888. (Különnyomat a Glasnik hrv. naravoslovnoga družtva-ból).
- A permetező készülékek a kertészet szolgálatában. Bpest, 1890. Hat képpel. (A magyar kir. állami rovartani állomás Közleményei I. 1. Ugyanakkor a Természettudományi Közlönyben.)
- Prilog k Hemipterskoj fauni Bugarskoj. Zágráb, 1890. (Különny. a Glasnikból.)
- Hemipterološki izlet a Primorje i na Plitvička jezera. Zágráb, 1891. (Különnyomat a Glasnikból.)
- Védekezés a kártékony rovarok ellen. Zágráb, 1893. (A magyar királyi állami rovartani állomás Közleményei I 9. Ugyanakkor az országos magyar gazdasági egyesület Évkönyvében.)
- Zichy Jenő gróf harmadik ázsiai utazásának állattani eredményei = Zoologische Ergebnisse der dritten asiatischen Forschungsreise des Grafen Eugen Zichy. Szerk. Budapest, 1901.